# Гох
Гох (нем. Goch) — город в Германии, в земле Северный Рейн-Вестфалия. Гох расположен на левом берегу Нижнего Рейна, на северо-западе федеральной земли Северный Рейн-Вестфалия и является центральным городом районного значения района Клеве в административном округе Дюссельдорф. Он является членом Еврегио Рейн-Вааль.
Подчинён административному округу Дюссельдорф. Входит в состав района Клеве. Население составляет 34,0 тыс. человек (2009); в 2000 г. — 32,4 тысяч. Занимает площадь 115,38 км². Официальный код — 05 1 54 016.

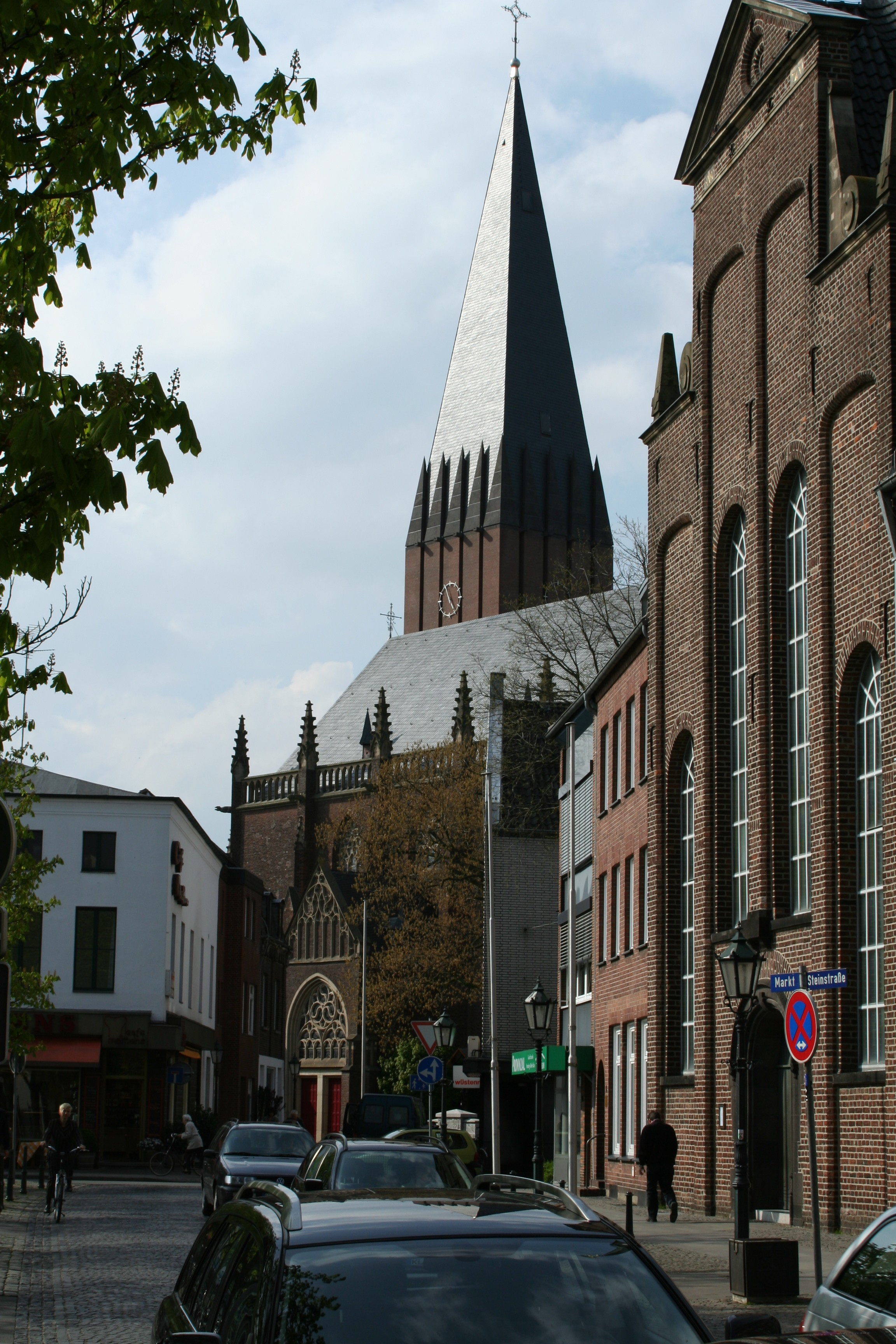
Гох

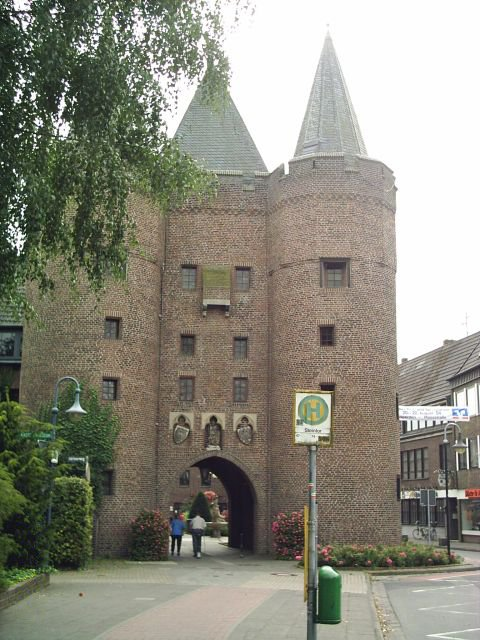
Гох

## Территория города
Общая площадь города Гох составляет 115 кв. км, а расположен город на высоте 17,1 м над уровнем моря. Численность населения города составляет 34.000 жителей, которые проживают на территории восьми населенных пунктов:
- Гох (19.642 жителя)
- Асперден (2.121 житель)
- Хассум (1.047 жителей)
- Хоммерзум (461 житель)
- Хюльм (725 жителей)
- Кессель (2.054 жителя)
- Нирсвальде (932 жителя)
- Пфальцдорф (6.432 жителя)

## Соседние общины
На севере город Гох граничит с городом Клеве и с общинами Краненбург и Бедбург-Хау, на востоке — с общиной Удем, на юге с общиной Веце, а также на западе с общинами Берген и Геннеп (обе являются областями Лимбурга, Нижний Лаузиц)

## История
В 1261 году Гох впервые документально упоминается как город. Однако, точный год присвоения статуса города установить увы невозможно. Но достоверно известно, что присвоение статуса города произошло во время правления Оттона II, графа Гельдерна (1229—1271 гг.)
Первое городское укрепление было полностью закончено в 1350 году.
Сначала Гох находился во власти графов, позже во власти герцогов Гельдерна. В 1473 году перешел к герцогству Клеве, а в 1614 году согласно Ксантенскому договору к Бранденбург-Пруссии.
В последующие 200 лет власть в Гохе менялась множество раз. В 1615 году город был завоеван Нидерландами, с 1622 по 1625 годы в Гохе господствовали испанцы. С 1757 по 1763 годы город был захвачен французскими войсками. С 1795 по 1815 годы Гох принадлежал Франции. А с 1815 по 1947 год принадлежал снова Пруссии, а затем Германии.
В 1741 году на территории Гохской пустоши поселились пфальцийцы, которые первоначально хотели переселиться в Америку. Это поселение переросло в село Пфальцдорф, которое в 1799 году стало независимой общиной. Таким образом образовался пфальцский языковой островок.
В 1847 году впервые был организован льняной рынок. В начале 19-го века льняные рынки были очень широко распространены в Нижнем Рейне. Лён является одним из культурных растений, которое раньше возделывалось для добычи волокна. Льняной рынок Гоха проводится и сегодня дважды в год, где в основном продаются галантерейные товары.
Постройка железнодорожных линий Кёльн — Клеве и Бокстель — Весель (Бокстельская магистраль), на пересечении которых находился Гох, привела к размещению некоторых новых промышленных предприятий в Гохе, а сам город испытал экономический подъём. Самым значительным промышленным предприятием была ООО по производству Голландского маргарина Юргенс и Принцен. В 1928 году только в Гохе на производстве Юргенс и Принцен было занято более 3000 рабочих.
В ночь погрома, устроенной третьим рейхом, с 9 на 10 ноября 1938 года в Гохе на улице Герцогенштрассе войсками СА и СС была разрушена и сожжена дотла синагога.
В ночь с 7 на 8 февраля 1945 года и немногими днями позже, 12 февраля 1945 года, Гох подвергся воздушной бомбардировке со стороны соединённых войск. Маас-Рейнская операция, которая с 7 по 22 февраля проходила в районе Клеве, частично с 17 по 22 февраля достигла и Гоха, где состоялись уличные бои с применением артиллерийского оружия. Разрушения в ходе налетов бомбардировочной артиллерии и боя вокруг города составили 80 % всех сооружений. Руководство соединенных войск считало, что бункерные установки вокруг Гоха представляют собой продолжение Западного вала или, как его ещё называют, линии Зигфрида (линии Гельдерна), что и рассматривалось причиной массивной бомбардировки. Цель последующего за этими бомбардировками наземного наступления, проводимого британскими войсками, — перейти через Рейн у Везеля и продвинуться дальше в Рурскую область.
В ночь на 24 мая 1993 года обрушилась колокольня церкви Святой Марии Магдалены высотой 67 метров. Реконструкция колокольни продолжалась десять лет. Во многих кругах общественности предполагается, что причиной обрушения стали повреждения структуры, которые образовались вследствие бомбардировок в 1945 году.
Благодаря епископу Мюнстера Рейнхарду Леттманну 18 мая 2005 года Гох стал местом паломничества. С тех пор как святой отец Арнольд Янссен был причислен к лику святых, все больше паломников посещают церковь Святой Марии Магдалены, где он был крещен, дом, где он родился, и приход имени Арнольда Янссена, который был вновь основан в 1970-х гг.
Из-за того, что город стал местом паломничества, в городе были произведены многочисленные расширения на улице магистрального движения, на кольцевой магистрали и на вокзале.
8 сентября 2011 года Гоху было уделено достаточно внимания немецкими СМИ, так как город стал эпицентром землетрясения силой 4,4 бала по шкале Рихтера, которое ощущалось на территории диаметром примерно в 200 км.

## Известные уроженцы и жители
- Оттон III (980-1002) — германский король и император Священной Римской империи.
- Иоганнес фон Гох (1410-1475) — монах-августинец, чьи богословские труды позволяют считать его одним из предшественников Реформации.
- Арнольд Янссен (1837-1909) — святой Римско-католической церкви, монах, священник.
- Энне Бирман (1898-1933) — фотограф, представительница художественного направления Новая вещественность.
- Рудольф Шофс (1932-2009 — художник, график, иллюстратор и скульптор.
- Йозефа Идем (* 1964) — байдарочница, олимпийская чемпионка 2000 года и многократная чемпионка мира.
- Луиза Венсинг (* 1993) — футболистка, защитница клуба «Фрайбург». Чемпионка Европы 2013 года в составе сборной Германии.

## Города-побратимы
- Фехель (Нидерланды)
- Редон (Франция)
- Новы-Томысль (Польша)
- Эндовер (Хэмпшир)
- Путиньяно (Италия)